# Pere Baenas Garcia
Pere Baenas Garcia (català: Pere Baenas García)  (Gandia, 6 de juliol de 1967) és un artista faller, guanyador en diverses ocasions del primer premi de secció especial de Falles i en 2014, del primer premi de Fogueres d'Alacant.

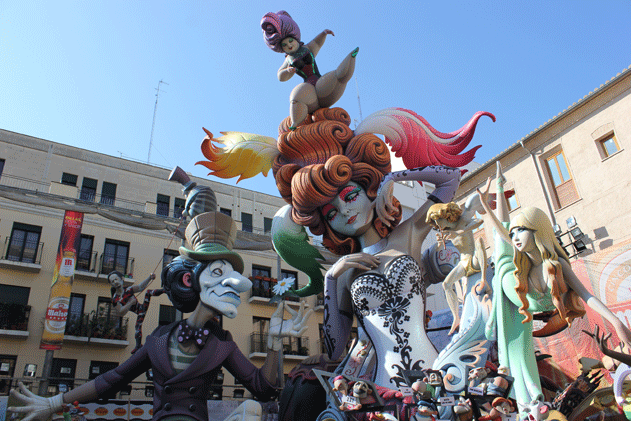
En 2015 Baenas guanya el primer premi d'Especial a València.

Baenas va formar-se com aprenent al taller de Vicente Blasco, on des de l'edat de 10 anys anava els estius a ajudar. La seua primera falla la planta en 1982, fora de concurs, per a la Falla Corea de Gandia, en categoria infantil. En 1987 obté el primer premi amb la falla infantil de Plaça del Mercat, també a Gandia.
En 2010 va plantar per a Nou Campanar, la dominadora del moment. Tanmateix, va fer un segon premi, quedant per darrere de Convent de Jerusalem. En 2012 planta Floreal a Cuba-Literat, falla que esdevindria icònica i que obtindria un segon premi per a la comissió de Russafa, el màxim aconseguit fins aleshores.
En 2014, Baenas fa història en ser el primer artista que guanya el primer premi d'especial a les Falles (Escándalo, amb Plaça del Pilar) i tres mesos després fa el doblet amb el primer premi a les Fogueres d'Alacant (Superstición, amb Carolines Altes).
En 2018, l'artista gandià torna a guanyar el màxim guardó de Secció Especial de les Falles de València amb l'obra "Per naturalesa" plantada a la Falla del Convent de Jerusalem - Matemàtic Marçal.
En 2019, planta a la ciutat de València "El Musical" per la comissió Convent de Jerusalem - Matemàtic Marçal aconseguint el tercer premi de la secció especial, "El Fara-Demont està Torra-t" per la comissió Plaça del Mercat Central i "Contorsions" per la comissió Cervantes-Pare Jofre.